# Slypskapelle Plot of Honour
Slypskapelle Plot of Honour is een Brits militair perk met één gesneuvelde uit de Eerste Wereldoorlog. Het ligt naast de zuidelijke zijgevel van de Sint-Theresiakerk in het centrum van het Belgische dorp Slypskapelle, een deelgemeente van Moorslede. 
Het private graf is van David Chalmer Burns, onderluitenant bij de Black Watch (Royal Highlanders). Hij was slechts 19 jaar toen hij stierf op 30 september 1918. 